# 解散式 (映画)
『解散式』（かいさんしき）は1967年4月1日に公開された日本映画。監督：深作欣二。主演：鶴田浩二。製作・配給：東映。
暴力団追放の機運の中で表向き解散した暴力団が、実際には正業のかたわら社会の暗部に食い込んでいくありさまを、刑期を終えて出所した幹部が新たな争いに巻き込まれていく悲劇を通して描いている。
封切り時の同時上映作品は『続 浪曲子守唄』（主演：千葉真一、監督：鷹森立一）。

## ストーリー
小滝組幹部の沢木は、対立する金井一家に単身乗り込んで組長を斬り、8年間服役した。その間、小滝組の上位団体・関東三和会が「正業に立ち返る」として解散を宣言、沢木が出所した頃には三和会幹部の島村と桜田が建設会社を立ち上げ、代議士の板垣と組んで石油コンビナートの開発利権に食い込んでいた。また、仇討ちのため金井一家元幹部の酒井が沢木を付け狙い始める。
島村や桜田が住民に立ち退きを迫る港湾のスラムでは、沢木の元妻・三枝や元子分の政雄が養鶏場を営んでいた。やがて島村と桜田の間で利権が衝突する。島村は政雄を脅し、桜田の背後にいる関東三和会元会長・川島の暗殺を命じる。政雄は返り討ちに遭い、島村は板垣に絶縁を申し渡される。これに乗じ、桜田の会社はスラムの建物を強制的に取り壊すなどの嫌がらせを始める。噂を聞きつけた酒井が沢木の元を訪ねて「仇討ちはやめた」と宣言し、沢木とふたりきりで金井一家の「解散式」を行う。
桜田の会社は拳銃の密売にも手を染めていた。秘密を嗅ぎつけた3人のチンピラや、彼らの身元引受人であるスラムの医師・大町が拉致される。大町は診療所の土地を手放す契約書に捺印することで3人を救うが、帰り道で殺し屋に消される。島村はその殺し屋たちや板垣を手下に捕らえさせて人質にし、拳銃密売をネタに脅して利権を一挙に奪い返そうとたくらむ。島村と桜田が対立した原因を探る沢木は、島村にすべての情報を明かすよう迫るが、島村は突っぱねる。密かに沢木をつけていたチンピラの生き残り・タケシが飛び込み、島村を刺殺する。沢木はタケシのドスを懐にしまい込み、その罪をかぶる。
沢木は単身で川島の邸宅に乗り込み、自らも銃弾を浴びながら川島、桜田、板垣らを一網打尽にした。

## 出演者
- 沢木隆三：鶴田浩二

- 三枝：渡辺美佐子[1]
- サチコ（政雄の妹）：宮園純子

- 島村巌：渡辺文雄
- 井上政雄：大辻伺郎
- 久保（芸能社社長・島村の側近）：待田京介
- 板垣道徳：金子信雄

- 西村（島村の側近）：曽根晴美
- 大町信輔：桑山正一
- タケシ：市川好朗
- 神山（新聞記者）：二本柳寛
- 川島泰造：内田朝雄
- 桜田竜雄：小松方正

- 小山（桜田の側近）：春日章良
- 中西（桜田の側近）：室田日出男
- 相田（島村の側近）：日尾孝司
- ブルーフィルム俳優：久保一
- 板垣の秘書：北川恵一
- 愚連隊D（ブルーフィルム監督）：相馬剛三
- 安原（島村の側近）：八名信夫
- 谷口（沢木の下宿の大家）：沢彰謙

- 新聞記者A：岡野耕作
- 新聞記者B：高須準之助
- マー坊（タケシの仲間）：伊藤純男
- 愚連隊E：宮口二郎
- 新聞記者C：田川恒夫
- 桜田の殺し屋B：三重街恒二
- 愚連隊C：野口泉
- アパッチ（タケシの仲間）：うえずみのる
- 桜田の殺し屋A：土山登士幸
- サブ（西村を狙撃する殺し屋）：須賀良

- 桜田の妾：安城由貴子
- 山之内修
- 愚連隊B：榎本陽介
- 昭雄（沢木と三枝の息子）：小宮康弘
- 天野世津子
- 宮下（貸金業者）：沖野一夫
- 高並功
- 愚連隊A：高橋英二
- 原信夫
- 高級バーの女：南風夕子

- 酒井桂次郎：丹波哲郎

## スタッフ
- 監督：深作欣二

- 企画：俊藤浩滋、矢部恒
- 脚本：松本功、山本英明、深作欣二

- 撮影：星島一郎
- 録音：内田陽造
- 照明：梅谷茂
- 美術：中村修一郎

- 音楽：冨田勲
- 編集：田中修
- 助監督：高桑信
- 進行主任：白浜汎城
- 現像：東映化学工業株式会社

## 製作

### 撮影
ロケは1967年3月に東京都江東区枝川町で行われた。
休憩用に当地の集会所を借りて、スタッフ一同で寝ころびながら雑談していたら、部屋の壁に吉永小百合のポスターが掛かっていて、鶴田浩二が「まだ二言三言しか話したことないが、小百合ちゃんとゆっくり話してみたいな」と呟いたため、スタッフ一同「へーッ」と驚きの声を上げた。当時、東映創立15周年記念映画として鶴田の主演で『人生劇場 飛車角と吉良常』の製作が決まっており、鶴田は自身と濃厚に絡む役である"おとよ"役に吉永のキャスティングを熱望した。東映はヤクザ映画の最盛期で、春休みの漫画映画週間を除くと鶴田が顔を出さない週は無いほどで、鶴田の発言力も強いものがあり、五社協定時代でも俳優の他社出演が増えて来た時期ではあったが、実現はしなかった。当の吉永は「ひとりの時も」をデュエットした荒木一郎に熱を上げており、映画での共演も熱望したが、日活に却下されている。

### 宣伝
公開当時のキャッチコピーは、「俺もどろ犬 てめえもどろ犬 畜生同志の一騎討ち!」。

## ネット配信
- YouTubeの東映公式チャンネル「TOEI Xstream theater」で、2022年8月12日から同年同月26日21:00まで無料配信が行われた。